# Sainte-Honorine-du-Fay
Sainte-Honorine-du-Fay település Franciaországban, Calvados megyében. Lakosainak száma 1333 fő (2022. január 1.). Sainte-Honorine-du-Fay Évrecy, Grimbosq, Maisoncelles-sur-Ajon, Maizet, Préaux-Bocage, Vacognes-Neuilly és Montillières-sur-Orne községekkel határos.

## Népesség
A település népessége az elmúlt években az alábbi módon változott:
| Lakosok száma | 495  | 927  | 1065 | 1151 | 1323 | 1332 | 1339 | 1340 | 1341 | 1333 |
|               | 1968 | 1982 | 1990 | 2006 | 2013 | 2015 | 2017 | 2019 | 2020 | 2022 |